# Каминг, Хью
Хью Каминг (англ. Hugh Cuming) — британский натуралист, малаколог, составитель одной из крупнейших коллекций раковин.

## Биография
Родился 14 февраля 1791 в Уошбруке (англ. Washbrook), на юге графства Девон. С детства проявлял огромный интерес к животному миру. В детстве познакомился с Джорджем Монтегю, известным натуралистом, автором монографии «Testacea Britannica» — авторитетного труда по раковинным моллюскам. Это знакомство подогрело интерес Хью к биологии и повлияло на выбор специальности.
Поскольку Хью Каминг рос в сравнительно небогатой семье, он был вынужден пойти подмастерьем в лавку по изготовлению парусов.
В 1819 году отправился в Южную Америку для того, чтобы начать дело по производству парусов. Поселился сначала в Буэнос-Айресе, с января 1822 года — в Вальпараисо (Чили). Свободное время посвящал сбору гербария и коллекций раковин, другим естественнонаучным исследованиям. В ходе своих работ выяснил различие влияния землетрясения ноября 1822 года на морских и наземных моллюсков. Воздействие землетрясений было важной проблемой, стоявшей перед геологами той эпохи. Каминг пришёл к заключению, что землетрясения оказывают влияние только на моллюсков, обитавших под водой. Его теория была позднее опровергнута, но на тот момент она сделала ему имя среди специалистов.

## Путешествия
В 1826 году Каминг отошёл от привычных дел. Состояние, сделанное на торговле парусами, позволило ему всё своё время посвятить естествознанию. Для этого он начал строительство исследовательского судна, которое назвал «Discoverer».
В первый рейс «Discoverer» отправился 28 октября 1827 года. Корабль посетил острова Тихого океана, в том числе Полинезию и Острова Общества. На острове Питкэрн встретил последнего участника бунта на британском военном корабле «Баунти». Среди образцов, собранных во время этого рейса особо следует отметить 28 000 жемчужин с Таити.
С 1828 по 1830 год Каминг совершил второе путешествие, на этот раз вдоль побережья Южной Америки. При этом он не ограничивался сбором ракушек на берегу, а с помощью сетей вылавливал морских животных с глубин.
В 1831 году он отправляется в Лондон, где знакомится со многими натуралистами, в том числе с Джорджем Бреттингэмом Соверби. Джордж Соверби, совместно с Уильямом Бродерипом, также известным натуралистом, писал статьи в журнал Лондонского зоологического общества. Коллекция, собранная Камингом, использовалась Джорджем Бреттингэмом Соверби II при создании иллюстраций к изданию «The Conchological Illustrations».
Первого мая 1832 года Каминга избрали членом Линнеевского общества Лондона.
Кроме того, Каминг предпринял путешествие по Европе, во время которого встречался с известными натуралистами своего времени: Андре-Этьеном Ферюссаком и Жераром Полем Деэ (фр. Gérard Paul Deshayes) в Париже, Эдуардом Рюппелем во Франкфурте-на-Майне, Фишером фон Вальдгеймом в Санкт-Петербурге.
В январе 1836 году Каминг отправился в третье и последнее путешествие на четыре года. В ходе этого путешествия он побывал на Филиппинах, в то время малоизученых европейцами. Эдуард Смит-Стэнли, 14-й граф Дерби, президент зоологического общества, будучи заинтересован в расширении коллекции, снабдил Каминга рекомендательными письмами к испанским властям.
Дневник с описанием путешествия был утерян, но переписка сохранилась и позволяет судить о масштабе проделанной работы. В частности, в письме Ричарду Оуэну упоминаются 1800 видов моллюсков и 1900 видов растений, собранные в течение ноября 1837 года. Двумя годами позже он писал Эдуарду Рюппелю, что его коллекция насчитывает 3400 видов растений, более 3000 моллюсков, 1200 видов позвоночных и тысячи различных беспозвоночных.
Из третьего путешествия Каминг вернулся в Великобританию 5 июня 1840 года. Общее число образцов в собранном им гербарии достигало 130 тысяч.
После смерти Каминга его коллекция была выкуплена Британским музеем за 6 тысяч ливров, хотя её научная ценность неоднократно подвергалась критике в связи с большим количеством неточностей, допущенных им при описании мест сбора.
За свою деятельность получил прозвище «Короля <коллекций> ракушек».
Описанием и зарисовкой собранных Камингом ракушек занимались три поколения одной фамилии.